# 유서작
유서 작(唯徐綽, ? ~ 기원전 127년)은 전한 중기의 제후이다. 아들 유서광은 태상을 지냈다.

## 생애
경제 후3년(기원전 141년), 아버지 유서로의 뒤를 이어 용성후(容成侯)에 봉해졌다.
원삭 2년(기원전 127년)에 죽으니, 시호를 강(康)이라 하였고 작위는 아들 유서광이 이었다.

## 출전
- 사마천, 《사기》 권19 혜경간후자연표

| 선대 아버지 유서로 | 전한의 용성후 기원전 140년 ~ 기원전 127년 | 후대 아들 유서광 |